# Rhyacophila amabilis
Rhyacophila amabilis är en nattsländeart som beskrevs av Donald G. Denning 1965. Rhyacophila amabilis ingår i släktet Rhyacophila och familjen rovnattsländor. IUCN kategoriserar arten globalt som utdöd. Inga underarter finns listade i Catalogue of Life.